# Ciudad Fernández
Ciudad Fernández är en kommunhuvudort i Mexiko.   Den ligger i kommunen Ciudad Fernández och delstaten San Luis Potosí, i den centrala delen av landet, 290 km norr om huvudstaden Mexico City. Ciudad Fernández ligger 999 meter över havet och antalet invånare är 29 671.
Terrängen runt Ciudad Fernández är platt, och sluttar österut. Runt Ciudad Fernández är det ganska glesbefolkat, med 29 invånare per kvadratkilometer. Närmaste större samhälle är Río Verde, 2,3 km sydost om Ciudad Fernández. Trakten runt Ciudad Fernández består i huvudsak av gräsmarker.